# Rivelazione privata

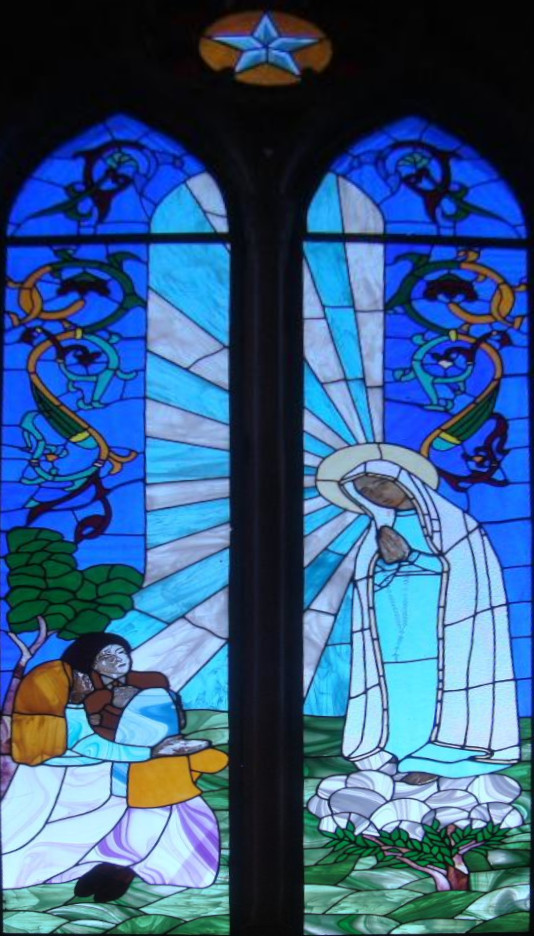
Rappresentazione artistica della Madonna di Fátima, Chiesa di Fatima, Zacatecas (Messico)

Nella dottrina della Chiesa cattolica si parla di rivelazione privata, o rivelazione speciale, per indicare le visioni e le rivelazioni che si sarebbero manifestate, in genere a conclusione del Nuovo Testamento (anche se sono presenti in alcuni casi nella bibbia), a una o più persone con il dono della profezia. Tali rivelazioni, il cui carattere privato le distingue dalle rivelazioni pubbliche, che riguardano invece i profeti propriamente detti, non appartengono al deposito della fede.
Le rivelazioni private assumono la forma di visioni, allocuzioni e apparizioni all'anima prive di parole e di immagini.

## Alcuni casi famosi
Alle rivelazioni private appartengono le apparizioni mariane. Nel corso di 2000 anni di storia della Chiesa, le presunte apparizioni di questo tipo sarebbero più di 2400, ma soltanto quattordici, fino al 2005, erano state approvate ufficialmente dalla Chiesa cattolica e, tra queste, le Apparizioni di Lourdes, Fátima, La Salette, Guadalupe,  Apparizioni dell'Incoronata e Rue du Bac.
Le ultime apparizioni mariane, in senso cronologico, riconosciute dalla Chiesa cattolica, sono quelle di Nostra Signora del Laus (durate per cinquantaquattro anni, dal 1664 al 1718, e riconosciute ufficialmente dal vescovo di Gap Jean-Michel di Falco il 4 maggio 2008), quelle di Nostra Signora del Buon Soccorso di Champion (che hanno avuto l'approvazione diocesana ufficiale l'8 dicembre 2010, da parte di monsignor David Ricken, vescovo di Green Bay) e quelle di Nostra Signora del Rosario di San Nicolás (avute da Gladys Quiroga de Motta dal 1983 a San Nicolás de los Arroyos, in Argentina, e riconosciute ufficialmente dal vescovo di San Nicolás, monsignor Héctor Cardelli, il 22 maggio 2016).
Alle rivelazioni private appartengono anche visioni e rivelazioni di Gesù che avrebbero avuto, tra gli altri, santa Caterina da Siena, santa Margherita Maria Alacoque, santa Faustina Kowalska, santa Brigida di Svezia, sant'Ildegarda di Bingen, la beata Anna Katharina Emmerick, la venerabile María di Ágreda e Teresa Neumann; di quest'ultima è iniziato nel 2005 il processo di beatificazione. Alcune rivelazioni sarebbero avvenute in modo onirico. San Giovanni Bosco avrebbe ricevuto in sogno indicazioni sulla sua missione riguardo ai giovani e, successivamente, anticipazioni profetiche sul futuro della Chiesa.
Tra le altre rivelazioni, ci sono quelle che avrebbero ricevuto Alphonse Marie Ratisbonne e André Frossard: entrambi atei, si convertirono in seguito alle loro singolari esperienze del divino, vissute appunto come rivelazioni private. Un caso per certi aspetti simile riguarda la conversione dell'avventista Bruno Cornacchiola (Roma, 1913-2001), che diventato avventista era diventato un fanatico anticattolico, la sua conversione fu legata alle presunte apparizioni della Vergine della Rivelazione.
Alcune rivelazioni hanno ricevuto giudizio negativo dalla Chiesa cattolica: nel caso Vassula Ryden relativamente al personaggio stesso e ai suoi scritti. Per le presunte apparizioni di Medjugorje, tuttora in corso, la Chiesa non si è ancora pronunciata in modo definitivo: il 17 marzo 2010 la Santa Sede ha formato una commissione per indagare sui fatti. Delle oltre 700 rivelazioni private registrate nel XX secolo, al 2019 solo una scarsa dozzina erano state ufficialmente riconosciute da parte di un'autorità episcopale.

## Significato religioso
Il termine rivelazione privata viene comunemente chiarito in rapporto alla rivelazione pubblica, ovvero, secondo la religione cattolica, quella compiuta da Gesù, mediatore e pienezza della rivelazione, e che possiamo ritrovare nella sacra Scrittura e nella sacra Tradizione. La rivelazione pubblica si considera conclusa con la morte dell'ultimo degli Apostoli, ovvero S.Giovanni, e non si deve aspettare alcuna nuova rivelazione pubblica prima della gloriosa manifestazione del Signore nostro Gesù Cristo che avverrà alla fine dei tempi.
Esistono ora due interpretazioni sostanzialmente diverse dell'aggettivo pubblica:
- che la rivelazione è pubblica in quanto rivolta a tutta quanta l'umanità, e spesso si identifica tale rivelazione con la sacra Scrittura (Antico e Nuovo Testamento) e la sacra Tradizione;[22]
- che la rivelazione è pubblica perché è stata compiuta in modo pubblico, ovvero da Gesù, vero uomo ma anche vero Dio, il quale per mezzo del suo umano si è potuto manifestare realmente e pubblicamente all'umanità.[23]

Da queste due interpretazioni dell'aggettivo pubblica derivano altrettante spiegazioni dell'aggettivo privata:
- nel primo caso, per privata, si intende una rivelazione destinata ad un singolo oppure ad un gruppo che risulti destinatario di tale rivelazione;
- nel secondo caso, per privata, si intende che fra la rivelazione che Dio compie oggi e l'umanità ci deve essere una barriera, un velo, uno o più persone privilegiate da Dio per portare il suo messaggio, in quanto lui direttamente e pubblicamente non si manifesterà più fino alla fine dei tempi[21][24]. Quindi, sebbene il divino si possa rivelare oggi solo in maniera privata tramite delle persone da lui scelte e privilegiate di un carisma profetico, il suo messaggio sarebbe comunque per l'edificazione della Chiesa se non addirittura rivolto all'umanità intera.[25][26]

Già dalla sola terminologia si evince una difforme interpretazione delle rivelazioni private, tanto che si sono sviluppate intorno ad esse più scuole di pensiero teologico sostanzialmente divergenti e non esiste una posizione dogmaticamente condivisa.

## Esistenza
L'esistenza delle rivelazioni private non è messa in dubbio dalla dottrina cattolica.
"Sono sempre esistite anime in cui si è manifestato lo spirito di profezia. È un fatto riconosciuto dall'autorità della Chiesa nei processi di canonizzazione. Discutere la possibilità delle rivelazioni private - dice Meynard - sarebbe misconoscere uno dei caratteri della santità esistente nella vera Chiesa e il sovrano potere di Dio."

## Fenomenologia
Nella categoria delle rivelazioni private rientrano le visioni mistiche, dette anche intellettuali, le apparizioni, le locuzioni, ovvero le "voci", e altri fenomeni conoscitivi. Comunemente, quando trattasi di visioni o di apparizioni, invece di profeta, o di carisma profetico, si parla di "veggente". Ci sono però rivelazioni private che non riguardano la vista e che si manifestano con l'ascolto, la scrittura, la parola, il sogno, la dettatura, o una combinazione delle cose. Il termine "veggente", quindi, non sempre è da ritenersi appropriato alle rivelazioni private.
Alcune rivelazioni private avvengono in concomitanza di un'estasi, come nel caso di santa Caterina da Siena, ma in generale ciò non accade. Viceversa ai fenomeni di estasi, le visioni o le locuzioni non è sempre attribuita origine divina. Vi sono casi in cui i teologi considerano questi fenomeni di origine non divina o addirittura diabolica.
L'autorità ecclesiastica esamina e decide se riconoscere ufficialmente un fenomeno come rivelazione privata.

## Dottrina della Chiesa cattolica
Le rivelazioni private appartengono alle grazie gratis datae, ovvero a quei doni gratuiti di Dio al di fuori della potenza naturale ma anche al di fuori del merito soprannaturale della persona che le riceve. Le rivelazioni private secondo la qualifica fatta da san Paolo appartengono alla profezia.
La fede cristiana non può accettare "rivelazioni" che pretendano di superare o correggere la Rivelazione di cui Cristo è il compimento, quindi le rivelazioni private, se autentiche, non possono mai contraddire la Rivelazione di Cristo, in quanto Dio non può contraddire se stesso.

### Questioni dottrinali
Il Catechismo della Chiesa Cattolica (67) riporta:
La fede cristiana non può accettare "rivelazioni" che pretendono di superare o correggere la Rivelazione di cui Cristo è il compimento. È il caso di alcune Religioni non cristiane ed anche di alcune recenti sette che si fondano su tali "rivelazioni"»
Il Decreto Lamentabili emesso nel 1907 sotto San Pio X condanna la proposizione:
Una rivelazione privata non è vincolante per la fede dei credenti, anche se questa viene prudentemente giudicata veritiera dalla Chiesa cattolica e addirittura nemmeno se viene riconosciuta la santità dello stesso veggente.
Sull'assenso da prestare alle rivelazioni che la Chiesa ritiene autentiche e che vengono approvate dall'autorità ecclesiastica, ha raccolto un parziale consenso la posizione del cardinale Prospero Lambertini, successivamente papa Benedetto XIV, che nel suo trattato sulla beatificazione e canonizzazione dei servi di Dio si esprime così: "Bisogna sapere che questa approvazione non è nient'altro che il permesso, dopo maturo esame, di pubblicare [tali rivelazioni] per l'edificazione e l'utilità dei fedeli: cosicché alle rivelazioni così approvate, sebbene non si debba né si possa prestare un assenso di fede cattolica, è dovuto tuttavia un assenso di fede umana secondo le regole della prudenza, per cui queste rivelazioni sono probabili e si possono religiosamente credere".
Questa posizione teologica risulta essere condivisa dal cardinale Joseph Ratzinger, successivamente papa Benedetto XVI, che la cita nel suo commento teologico dell'anno 2000 alla presentazione del "terzo segreto di Fátima".
Per contro, l'idea che alle rivelazioni private si debba dare ossequio di fede divina, è largamente diffusa nella teologia.
Per quanto riguarda la questione relativa al deposito della fede esistono diverse posizioni: alcuni teologi, come ad esempio Antonio Royo Marín, pur ritenendo che le rivelazioni private debbano essere credute per fede divina, non ritengono che possano far parte del deposito della fede, altri teologi esprimono posizioni di apertura sul poter considerare queste rivelazioni come un patrimonio da assimilare al deposito.
Per quanto riguarda l'obbligo di farne uso o meno ai fini della professione della fede il cardinale Joseph Ratzinger, in qualità di Prefetto della Congregazione per la Dottrina della Fede, nell'anno 2000 affermò: "Un tale messaggio può essere un valido aiuto per comprendere e vivere meglio il Vangelo nell'ora attuale; perciò non lo si deve trascurare. È un aiuto, che è offerto, ma del quale non è obbligatorio fare uso."
Una posizione particolare sul tema delle rivelazioni la offre san Giovanni della Croce che afferma: "chi volesse interrogare il Signore e chiedergli visioni o rivelazioni, non solo commetterebbe una stoltezza, ma offenderebbe Dio, perché non fissa il suo sguardo unicamente in Cristo e va cercando cose diverse o novità al di fuori di Lui." Questa espressione non vuole negare la possibilità delle rivelazioni private che la Chiesa, sin dalle origini, non ha mai messo in dubbio, ma vuole ammonire i fedeli a non interrogare, chiedere o peggio pretendere tali doni che sono invece elargiti da Dio, come grazie gratis datae, con somma libertà e sapienza. Dio infatti non vuole che le anime ricerchino la conoscenza per via soprannaturale

## Discernimento
Per essere approvata, naturalmente, non deve essere in contrasto con la rivelazione pubblica e non deve (né può se è vera, secondo la Chiesa) aggiungere nulla ad essa. Il giudizio ufficiale della Chiesa è comunque importante per i fedeli in modo da evitare di essere ingannati (in caso di giudizio negativo) o di non perdere un'occasione che spinga alla conversione e ad una fede più solida (in caso positivo).
Molte apparizioni mariane, ad esempio, sono state approvate anche grazie a eventi straordinari, ritenuti dalla Chiesa veri miracoli dopo accurate indagini mediche e scientifiche, come nel caso di alcune guarigioni a Lourdes.
Quindi, l'approvazione ecclesiastica di una comunicazione celeste significa primariamente che in essa non vi è nulla contro la fede e i buoni costumi; secondariamente che è permesso di pubblicarla; in terzo luogo che i fedeli sono espressamente autorizzati ad accordarle prudentemente il loro assenso.

## La posizione della scienza
L'ambito religioso delle "rivelazioni private" viene affrontato in ambito scientifico con scetticismo. Come per il caso delle apparizioni mariane, la scienza riconduce il fenomeno a diverse patologie della psiche. A seconda dei casi, le apparizioni vengono valutate come manifestazioni allucinatorie o invenzioni derivate da stati di profonda suggestione, quando non veri e propri falsi creati ad arte da persone in malafede per gli scopi più diversi.